# Río Verde, Puebla
Río Verde är en ort i Mexiko.   Den ligger i kommunen Francisco Z. Mena och delstaten Puebla, i den sydöstra delen av landet, 200 km nordost om huvudstaden Mexico City. Río Verde ligger 98 meter över havet och antalet invånare är 108.
Terrängen runt Río Verde är kuperad åt sydväst, men åt nordost är den platt. Runt Río Verde är det ganska tätbefolkat, med 58 invånare per kvadratkilometer. Närmaste större samhälle är Álamo, 20,0 km nordost om Río Verde. Omgivningarna runt Río Verde är en mosaik av jordbruksmark och naturlig växtlighet.